# Brudermann Rudolf
Brudermann Rudolf Miklós (Gyöngyös, Magyar Királyság, 1851. január 9.  –  Kaltenleutgeben, Ausztria, 1941. január 21.) osztrák–magyar lovassági tábornok. Ő vezette a császári és királyi harmadik hadsereget a galíciai csata idején. Németesítve neve Rudolf Nikolaus Ritter von Brudermann, vagy röviden Rudolf von Brudermann volt.

## Magánélete
Brudermann Rudolf Johann von Brudermann vezérőrnagy (1810–1889) és felesége, Gisela von Barbaczy (1815–1855) fia volt. Két testvére volt, Anton (1847–1881) és Adolf (1854–1945), valamint egy nővére, Gisela Elisabeth (1852–1917). Testvérei is katonai karriert folytattak. 1878. július 2-án feleségül vette Marie Albine-t, született Jürgens. Nem volt gyerekük.

### Az első világháború
Az első világháború előestéjén Brudermann még a hadsereg főfelügyelője volt. Az Osztrák-Magyar Hadsereg katonai rendszerében az ebben a beosztásban lévő tiszt volt a kijelölt, hogy háború esetén átvegye a hadsereg parancsnokságát, de Conrad von Hötzendorf nem látta Brudermannt alkalmasnak a feladatra, ezért a mozgósítás megkezdése és az első világháború kitörése után, amikor Ausztria-Magyarország hadat üzent Szerbiának 1914. július 28-án, 1914 augusztusában Brudermannt a 3. hadsereg parancsnokává tette Kelet-Galíciában, az Orosz Birodalommal közös határ mentén.
A galíciai csata során, amely megnyitotta a háborút Oroszországgal, Conrad megparancsolta Brudermann hadseregének, hogy vállaljanak védekező szerepet Lemberg környékén, miközben az első és a negyedik hadsereg támadásba lendült az oroszok ellen a Harmadik Hadseregtől északra. Brudermannnak nehézségei voltak elöljáróival a hadsereg főparancsnokságánál, és csapatai jelentős vereséget szenvedtek az orosz császári hadsereg erőitől a komarówi csata során, különösen Złoczów környékén 1914. augusztus 26–27-én, valamint a gnila lipai csatában, ami óriási veszteségeket okozott az osztrák-magyar csapatoknak. Miután Lemberg elesett, röviddel a rávai csata kezdete után elbocsátották posztjáról. Saját kérésére 1914. november 23-án elhagyta a hadsereget, és 1915. március 24-én hivatalosan nyugdíjba vonult.

## Élete a háború után
Brudermann nyugdíjas éveit Bécsben töltötte. Az I. világháború 1918-as lezárása után, de különösen 1930 körül az Első Osztrák Köztársaságban nagyrészt feledésbe merültek katonai hibái és kudarcai, és népszerű személyiség lett, amikor egyenruhában jelent meg a veterán rendezvényeken. 1936-ban a Vereinigung Alt Neustadt (Régi Neustadt Egyesület), a Mária Terézia Katonai Akadémia veteránjainak egyesületének tiszteletbeli elnökévé választották. Feleségével együtt a bécsi központi temetőben nyugszik.

## Díjak és kitüntetések

### Osztrák–magyar
- Harmadik osztályú Vaskorona -rend (1895. március)
- Lipótrend Lovag-nagykeresztje (1904. április)
- Vaskorona I. osztályú rend (1908. augusztus)

### Külföldi
- Albert Rend nagykeresztje ( Szász Királyság, 1905. július)
- A Királyi Viktoriánus Rend Lovag-nagykeresztje ( Egyesült Királyság, 1908. február)
- Koronarend ( Württembergi Királyság, 1908. október)
- A Kard Rend parancsnoki nagykeresztje ( Svédország, 1909. február)
- A Vörös Sas Rend ( Porosz Királyság, 1909. október)

## Fordítás
Ez a szócikk részben vagy egészben  a   Rudolf von Brudermann című angol Wikipédia-szócikk ezen változatának fordításán alapul.  Az eredeti cikk szerkesztőit annak laptörténete sorolja fel. Ez a jelzés csupán a megfogalmazás eredetét és a szerzői jogokat jelzi, nem szolgál a cikkben szereplő információk forrásmegjelöléseként.